# Ambros Martín
Ambrosio José "Ambros" Martín Cedres, född 30 april 1968 i Arrecife, är en spansk handbollstränare och före detta handbollsspelare (kantspelare).

## Spelarkarriär
Martín spelade för de spanska klubbarna för Tres de Mayo, Puerto Cruz, Torrelavega, Cadagua Gáldar och slutligen för den mer kända klubben San Antonio. Innan 2003 då han avslutade sin spelarkarriär hade Martín vunnit Cupvinnarcupen med San Antonio år 2000 och ligan i Spanien samt Champions League 2001 med samma klubb.

## Tränarkarriär
Martín började sin tränarkarriär i spanska SD Itxako 2004 och vann EHF-cupen med klubben 2009 efter att ha förlorat finalen året innan. 2011 ledde han Itxako till finalen i Champions League, men klubben förlorade finalen mot Larvik HK. 
Sommaren 2012 ersatte han Karl Erik Bøhn som huvudtränare för ungerska topplaget Győri  ETO KC. Samtidigt var han också förbundskapten för rumänska damlandslaget från den 4 oktober 2016. I februari 2018 blev det klart att han inte skulle förlänga kontraktet med Győr och att han skulle lämna klubben.
Mellan 2018 och 2020 var han tränare för GK Rostov-Don. I maj 2019 slutade hans kontrakt med Rumäniens damlandslag att gälla.
I augusti 2019 ersatte han Jevgenij Trefilov som förbundskapten för Rysslands damlandslag. Den 31 juli 2020 upphörde hans tränarkontrakt med Rostov-Don. Efter att Ryssland inte tagit sig till semifinal i EM 2020 i Danmark slutade han också som rysk förbundskapten. Martín var den förste spanske tränaren som vann Champions League med en utländsk klubb. Han utsågs som Årets tränare i fyra år i rad i Champions League, 2015–2018.
2021 blev han på nytt tränare i Győr.